# Ujazd Górny

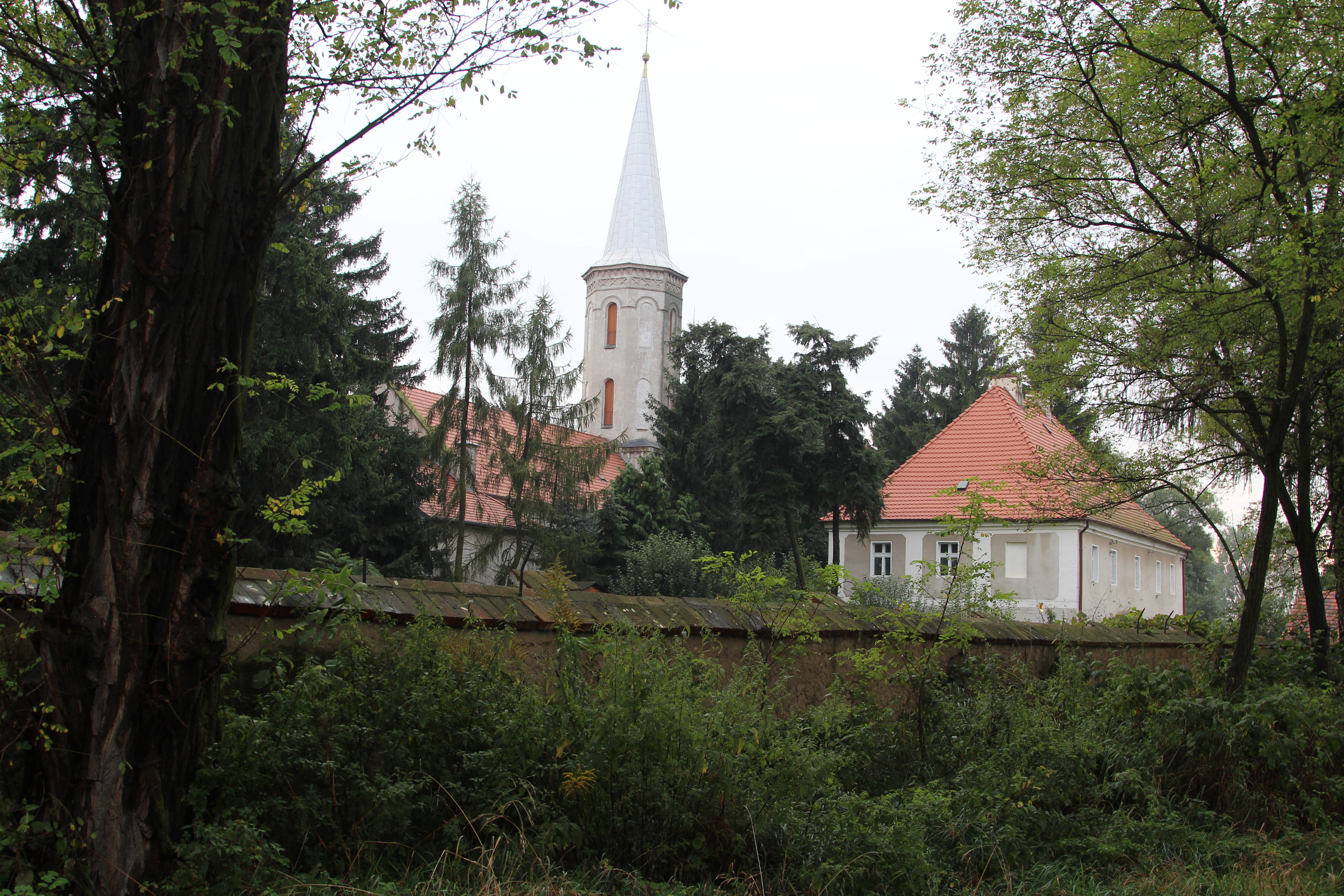
St.-Martins-Kirche

Ujazd Górny (deutsch Ober Mois) ist ein Ort in der Landgemeinde Udanin (Gäbersdorf) im Powiat Średzki der Woiwodschaft Niederschlesien in Polen.

## Lage
Der Ort liegt ca. sieben Kilometer nordöstlich von Udanin (Gäbersdorf) und 10 Kilometer südwestlich von Środa Śląska (Neumarkt in Schlesien). 
Nachbarorte sind Budziszów Wielki (Groß Baudis) im Westen, Jarostów (Eisendorf) im Südwesten, Budziszów Mały (Klein Baudiß) und Karnice (Körnitz) im Nordwesten, Ujazd Dolny (Nieder Mois) im Norden, Jarosław (Jerschendorf) im Südosten, Michałów (Michelsdorf) im Nordosten.

## Geschichte
Ober-Mois, das zum Herzogtum Schlesien gehörte, erscheint urkundlich 1178 als „Moyges major“. Die Pfarrei wurde 1217 erstmals erwähnt, als der Breslauer Bischof Laurentius den zum Kloster Leubus gehörenden Kirchensprengel festsetzte, darunter auch den der Marienkirche in „Vjazd“. 1235 erwähnt eine Urkunde die Kirche als „Uyazd Sanctae Mariae Sanctorumque Martini et Caecilae“.
Nach dem Ersten Schlesischen Krieg fiel Ober Mois mit dem größten Teil Schlesiens 1741/42 an Preußen. Bis zur Säkularisation 1810 übte das Stift Leubus die Grundherrschaft aus. Darauf erwarb das Gut der Forstinspektor Joseph Nitsche. 1845 bestand das Dorf aus 43 Häusern, einer Freischoltisei, 282 überwiegend katholischen Einwohnern (zehn evangelisch), einer katholischen Pfarrkirche mit Pfarrwiedmuth unter dem Patronat der Grundherrschaft, eingepfarrt: Ober- und Nieder-Mois, Michelsdorf, Eisendorf, Körnitz, Groß- und Klein-Baudis, eine katholische Schule mit einem Lehrer und einem Hilfslehrer, evangelische Kirche zu Groß-Baudis, eine Windmühle, eine Brauerei, eine Brennerei, elf Handwerker und Händler. Ober Mois bildete seit 1874 eine Landgemeinde im Amtsbezirk Peicherwitz und gehörte bis zu seiner Auflösung 1945 zum Kreis Neumarkt. 
Als Folge des Zweiten Weltkriegs fiel Ober Mois 1945 an Polen und wurde in Ujazd Górny umbenannt. Die einheimische deutsche Bevölkerung wurde, soweit sie nicht schon vorher geflohen war, vertrieben. Die neu angesiedelten Bewohner waren zum Teil Heimatvertriebene aus Ostpolen. Von 1975 bis 1998 gehörte Ujazd Górny zur Woiwodschaft Breslau.

## Sehenswürdigkeiten
- Römisch-katholische St.-Martins-Kirche
- Pfarrhaus und Friedhof
- Villa im Stil des Neoklassizismus